# William Bracewell
William Bracewell (Swansea, 13 maggio 1991) è un danzatore gallese, primo ballerino del Royal Ballet dal 2022.

## Biografia
Nato e cresciuto a Swansea, William Bracewell ha iniziato a danzare all'età di otto anni e a undici è stato ammesso alla Royal Ballet School. Durante gli studi ha vinto il Young British Dancer Award nel 2007 e poi il Youth America Grand Prix nel 2010. Sempre nel 2010 si è unito al Birmingham Royal Ballet, dove è stato promosso al rango di primo artista nel 2012 e a solista nel 2014. Nei suoi sette anni con la compagnia ha danzato diversi ruoli di rilievo, tra cui Romeo in Romeo e Giulietta (MacMillan), Oberon in The Dream (Ashton), il Principe ne Il principe delle pagode (Bintley) e l'uccello azzurro ne La bella addormentata (Petipa). Nel 2015 ha vinto il National Dance Award per il miglior ballerino classico; avrebbe vinto nuovamente il premio nel 2024.
Nel 2017 ha lasciato Birmingham per unirsi al Royal Ballet, sempre in veste di solista. Nel maggio del 2018 ha danzato nel suo primo ruolo da protagonista al Covent Garden, quello di Siegfried nel nuovo allestimento de Il lago dei cigni di Liam Scarlett. Al termine della stagione è stato promosso al rango primo solista. Nella stagione successiva ha danzato più ruoli da protagonista, a partire da quello del Principe ne Lo schiaccianoci (Wright), accanto alla Fata Confetto di Fumi Kaneko, con cui ha inaugurato una proficua partnership artistica. Nei mesi successivi è stato costretto a una lunga pausa a causa di un infortunio, ma ha comunque ampliato il proprio repertorio con il ruolo di Franz nella Coppélia (de Valois) nel dicembre 2019. Nello stesso mese ha esordito sul piccolo schermo nel film Romeo and Juliet: Beyond Words, un adattamento del Romeo e Giulietta di Kenneth MacMillan, in cui ha danzato nel ruolo di Romeo accanto alla Giulietta di Francesca Hayward.
Nell'autunno 2021, alla riapertura dei teatri dopo la fine delle restrizioni causate dalla pandemia di Covid-19, è tornato a danzare al Covent Garden come Romeo accanto alla Giulietta di Kaneko. Durante il resto della stagione 2021/2022 ha danzato altri ruoli di spicco, tra cui il leader del pas de six in Giselle (Wright), il Principe ne Lo schiaccianoci, Siegfried ne Il lago dei cigni e ha fatto il suo debutto con Baeliav accanto alla Natalia Petrovna di Natal'ja Osipova in A Month in the Country (Ashton). Nella stessa stagione ha inoltre danzato in occasione delle prime assolute di The Dante Project (McGregor) e Like Water for Chocolate (Wheeldon), in cui ha interpretato il co-protagonista John Brown. Il mese successivo è stato proclamato primo ballerino della compagnia, diventando così il primo danzatore gallese a diventare ballerino principale del Royal Ballet.
Nel dicembre 2022 ha danzato nel ruolo del Principe ne Lo schiaccianoci in occasione della rappresentazione trasmessa nei cinema mondiali dalla Royal Opera House. Dopo la promozione a étoile ha ampliato il proprio repertorio con i ruoli di Peter in Woolf Works (McGregor, accanto ad Alessandra Ferri), il Principe nella Cenerentola (Ashton), Florimund ne La bella addormentata, Basilio in Don Chisciotte (Acosta), Dante in The Dante Project (McGregor), Des Grieux in Manon (MacMillan), Florizel ne Il racconto d'inverno (Wheeldon), Jack/Fante di Cuori in Alice nel Paese delle Meraviglie (Wheeldon) e Lenskij in Onegin (Cranko).
È dichiaratamente gay e intrattiene una relazione con il ballerino Andrew Monaghan.

## Filmografia
- Romeo and Juliet: Beyond Words - film TV, regia di Michael Nunn (2019)